# Fontismo

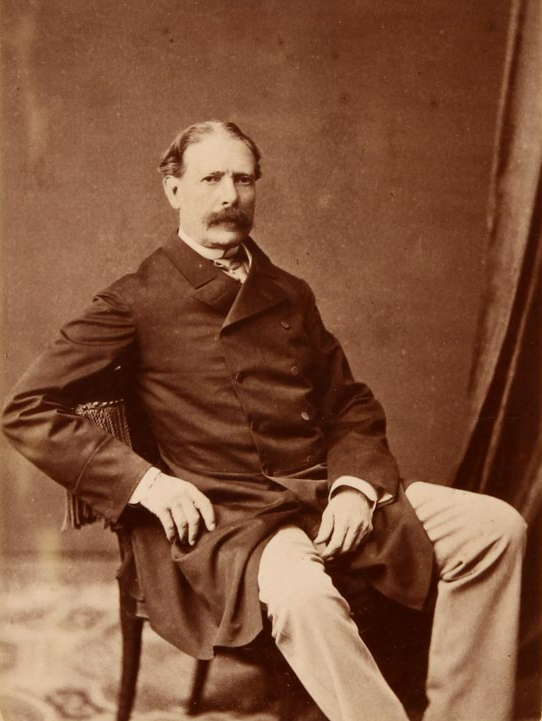
Fontes Pereira de Melo.

Fontismo es el nombre dado, en la historia de Portugal, al período que siguió a la Regeneración, de 1868 a 1889, y a la consiguiente disminución, aunque temporal, de la inestabilidad política crónica que vivía la monarquía constitucional portuguesa. El período estuvo marcado por acciones de fomento de obras públicas y por un intento de modernización de las infraestructuras del país. La designación "fontismo" deriva del nombre de Fontes Pereira de Melo, la figura política que lideró el período.
El ambicioso programa de obras públicas entonces emprendido, con la construcción de puentes, carreteras y el inicio de la construcción de la red ferroviaria portuguesa, fue esencialmente financiada con el recurso a créditos externos, lo que acabaría por llevar al colapso financiero, y después político, del gobierno, con el consiguiente retorno a la inestabilidad.
Se trató de un período de crecimiento que evitó que Portugal se atrasase todavía más en relación con otros países europeos, tras las guerras liberales y la Patuleia y el período de gran inestabilidad política y militar que le siguió.